# Enanismo primordial
En medicina, se conoce con el nombre de enanismo primordial a una categoría diagnóstica que incluye diferentes enfermedades que provocan talla baja presente desde el periodo intrauterino, deficiencia del crecimiento postnatal, anomalías esqueléticas y otras alteraciones. Las proporciones corporales son normales a diferencia de la acondroplasia en que las extremidades son muy cortas en relación con el tamaño del tronco, no existe deficiencia de la hormona de crecimiento como en el enanismo hipofisario, ni deficiencia de hormona tiroidea como en el cretinismo. El origen de la enfermedad es genético, en algunos casos se ha descrito una mutación en el gen que codifica la proteína pericentrina. Los 5 subtipos de enanismo primordial son una de las causas de enanismo más grave, los individuos afectados tienen una estatura final muy reducida. Se desconoce el número exacto de casos a nivel mundial, se ha estimado no obstante la existencia de unos 100 pacientes descritos en la literatura médica, por lo que se considera un trastorno raro. Dentro del enanismo primordial se incluyen las siguientes enfermedades:
- Enanismo primordial osteodisplásico tipo I.[3][4]
- Enanismo primordial osteodisplásico tipo II. Es la forma más frecuente de enanismo primordial. Los síntomas principales son retraso muy importante del crecimiento detectable antes del nacimiento con proporciones corporales normales. La talla del adulto es menor al metro.[5][6]
- Enanismo primordial osteodisplásico tipo III. Aunque se consideró inicialmente una entidad independiente, se incluyó posteriormente dentro del enanismo osteodisplásico tipo I, por tener unas características muy similares.
- Síndrome de Seckel. El nombre de la afección proviene del médico norteamericano Helmut Paul George Seckel que realizó su descripción. Además de retraso del crecimiento, existe retraso mental, cabeza de tamaño inferior al normal (microcefalia) y maxilar inferior reducido (micrognatia).
- Síndrome de Russell-Silver. Los síntomas principales son crecimiento retrasado, talla baja, anomalías de la cara que tiene un aspecto triangular, con un maxilar inferior pequeño (micrognatia), anomalías dentales, frente amplia y boca ancha con ambas comisuras labiales dirigidas hacia abajo. Otros síntomas son asimetría corporal con hipertrofia relativa de la mitad derecha o izquierda del cuerpo (hemihipertrofia) y anomalías en manos como sindactilia y clinodactilia.[7][8][9]